# 화태도
화태도(禾太島)는 대한민국 전라남도 여수시 남면 화태리에 있는 섬으로, 금오열도에 있다. 남면에서 가장 북쪽에 있는 섬이다.

## 교통
국도 제77호선이 지나가며, 화태대교로 돌산도와 연결되어 있다. 월호대교로 월호도와 연결될 예정이다. 로 급 이상 도로는 없으며, 길 급 도로는 건너물길, 달밭금길, 독정길, 마족길, 묘두길, 치끝길, 화태길, 화태대동길이 있다. 항구는 어촌정주어항인 독정항과 소규모어항인 마족항, 월전항이 있다.